# Левицький Тимофій Якович
Тимофій Якович Левицький (1913, Каланчак – 09.03.1945, Будапешт) – військовик. Герой Радянського Союзу (1945, посмертно). Учасник Другої Світової Війни.

## Біографія
Народився в селі Каланчак, Херсонської області, тут жив, вчився, працював механізатором, у 1940 році був призваний до лав Радянської  Армії.  На фронт потрапив з перших днів війни – з червня  1941 року,  незважаючи на молодість,  був дуже  відважним, одержав  багато  бойових  нагород.

## Подвиг
Подвиг здійснив  4 грудня 1944 року при форсуванні  річки  Дунай поблизу м. Ерчі (Угорщина). Це була  надзвичайно смілива операція. Від її здійснення залежало виконання завдання поставленого перед 108 гвардійською Червонопрапорною ордена Суворова стрілецькою дивізією. Бійці, якими командував Т.Я. Левицький,  забезпечили форсування  Дунаю, собою прикрили переправу радянських військ через річку.
У нагородному листі говориться, що успішно проведена операція – результат умілого командування, хоробрості і стійкості особисто командира десантної групи сержанта Т.Я. Левицького.

## Нагороди
За виявлені героїзм і відвагу при форсуванні Дунаю Указом Президії Верховної Ради СРСР від 24 березня 1945 гвардії сержант Тимофій Левицький посмертно був удостоєний високого звання Героя Радянського Союзу. Також був нагороджений орденами Леніна і Слави 2-го і 3-го ступенів, медаллю «За відвагу». 

## Смерть
Загинув у боях за Будапешт 9 березня 1945 року.  Похований у румунському селі Сельгаздьхоз.

## Пам'ять
В селищі Каланчак є вулиця названа в честь Левицького, а також біля будинку культури мікрорайону Партизан у 1969 році встановлено його бюст.